# Cephalophyllum
Cephalophyllum (лат.) — род суккулентных растений семейства Аизовые (Aizoaceae) произрастающий на территории Капской провинции ЮАР и Намибии.

## Название
Родовое латинское (научное) название Cephalophyllum происходит от греческих слов kephale, — «голова», и phyllon, — «лист», в связи с хохлатыми листьями некоторых видов.

## Ботаническое описание

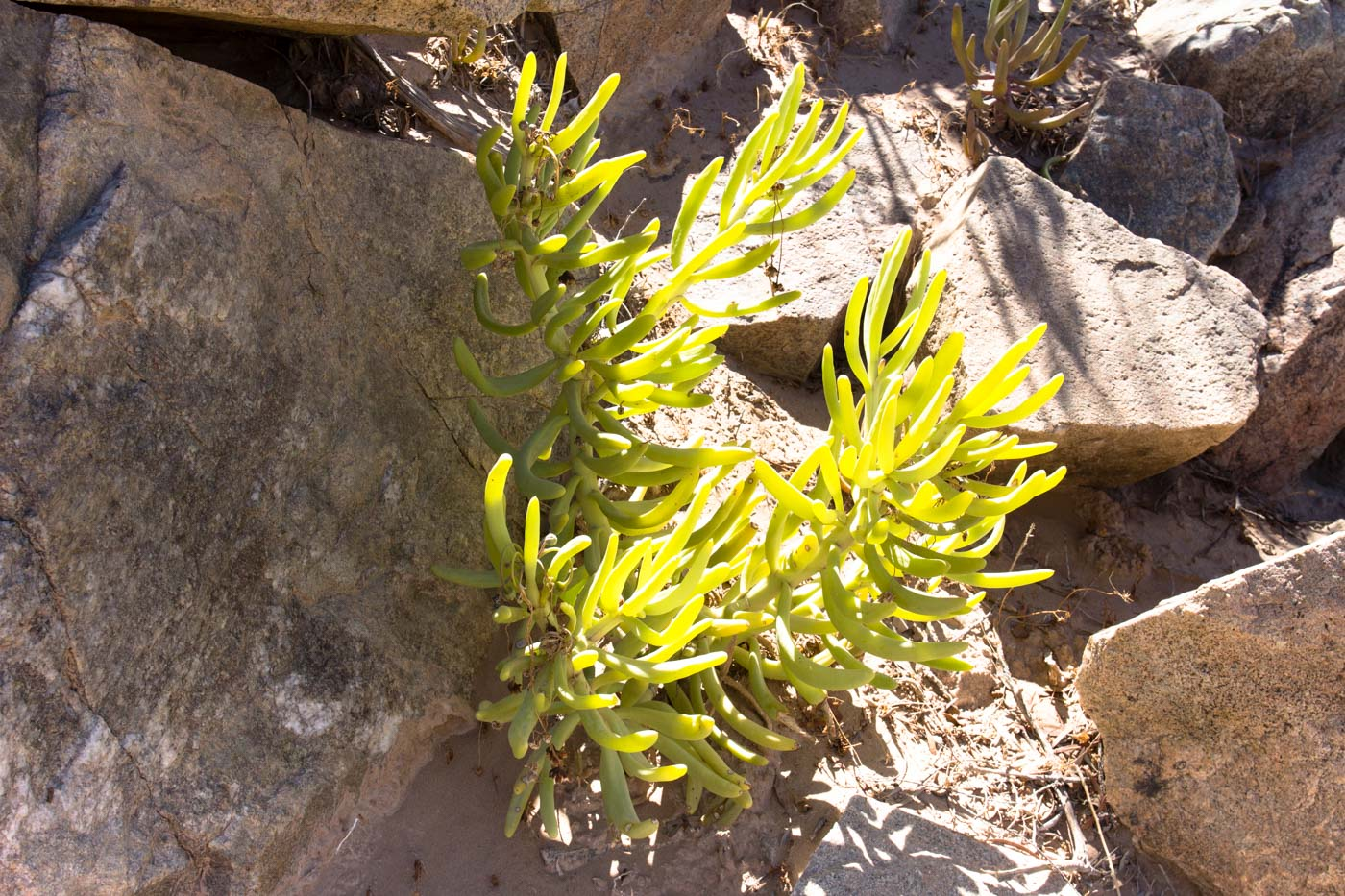
Cephalophyllum herrei

Представители рода — многолетние кустарники. Главный стебель короткий, с лежачими или распростертыми ветвями, между некоторыми парами листьев видны отчетливые междоузлия. Листья супротивные, не сросшиеся, скученные на конце стебля и ветвей. Форма листьев может быть треугольной на вершине и округлой, стеганой, булавовидной или трехгранной у основания. Часто листья имеют остроконечную форму.
Цветки обычно находятся по 1-3 на верхушке стебля и цветоножках. Их диаметр может достигать до 50 мм. Цветки открываются в полдень или во второй половине дня. Чашелистиков обычно 5. Лепестки свободные и могут быть желтыми, лиловыми или белыми, а иногда сочетают различные цвета. Тычинки часто отличаются по цвету от лепестков. Нектарник с зубчатым кольцом. Завязь имеет вершину в форме кратерообразного ободка, окружающего рыльца, или иногда просто вдавленного в центре. Плод представляет собой 10-21-гнездную коробочку, напоминающую плоды растений рода Leipoldtia. Семена имеют яйцевидную или грушевидную форму, они мелкие и коричневого цвета.
Число хромосом х = 9 (полиплоидия).

## Таксономия
Cephalophyllum (Haw.) N.E.Br., первое упоминание в Gard. Chron., ser. 3, 78: 433 (1925).

### Виды
Подтвержденные виды (34) по данным сайта Plants of the World Online на 2023 год:
- Cephalophyllum alstonii Marloth ex L.Bolus
- Cephalophyllum caespitosum H.Hartmann
- Cephalophyllum compressum L.Bolus
- Cephalophyllum confusum (Dinter) Dinter & Schwantes
- Cephalophyllum corniculatum (L.) Schwantes
- Cephalophyllum curtophyllum (L.Bolus) Schwantes
- Cephalophyllum diversiphyllum (Haw.) N.E.Br.
- Cephalophyllum ebracteatum (Pax ex Schltr. & Diels) Dinter & Schwantes
- Cephalophyllum framesii L.Bolus
- Cephalophyllum fulleri L.Bolus
- Cephalophyllum goodii L.Bolus
- Cephalophyllum griseum (S.A.Hammer & U.Schmiedel) H.E.K.Hartmann
- Cephalophyllum hallii L.Bolus
- Cephalophyllum herrei L.Bolus
- Cephalophyllum inaequale L.Bolus
- Cephalophyllum loreum (L.) Schwantes
- Cephalophyllum niveum L.Bolus
- Cephalophyllum numeesense H.E.K.Hartmann
- Cephalophyllum parvibracteatum (L.Bolus) H.E.K.Hartmann
- Cephalophyllum parviflorum L.Bolus
- Cephalophyllum parvulum (Schltr.) H.E.K.Hartmann
- Cephalophyllum pillansii L.Bolus
- Cephalophyllum pulchellum L.Bolus
- Cephalophyllum pulchrum L.Bolus
- Cephalophyllum purpureoalbum (Haw.) Schwantes
- Cephalophyllum regale L.Bolus
- Cephalophyllum rigidum L.Bolus
- Cephalophyllum rostellum (L.Bolus) E.K.H.Hartmann
- Cephalophyllum serrulatum L.Bolus
- Cephalophyllum spissum H.E.K.Hartmann
- Cephalophyllum staminodiosum L.Bolus
- Cephalophyllum subulatoides (Haw.) N.E.Br.
- Cephalophyllum tetrastichum H.E.K.Hartmann
- Cephalophyllum tricolorum (Haw.) N.E.Br.

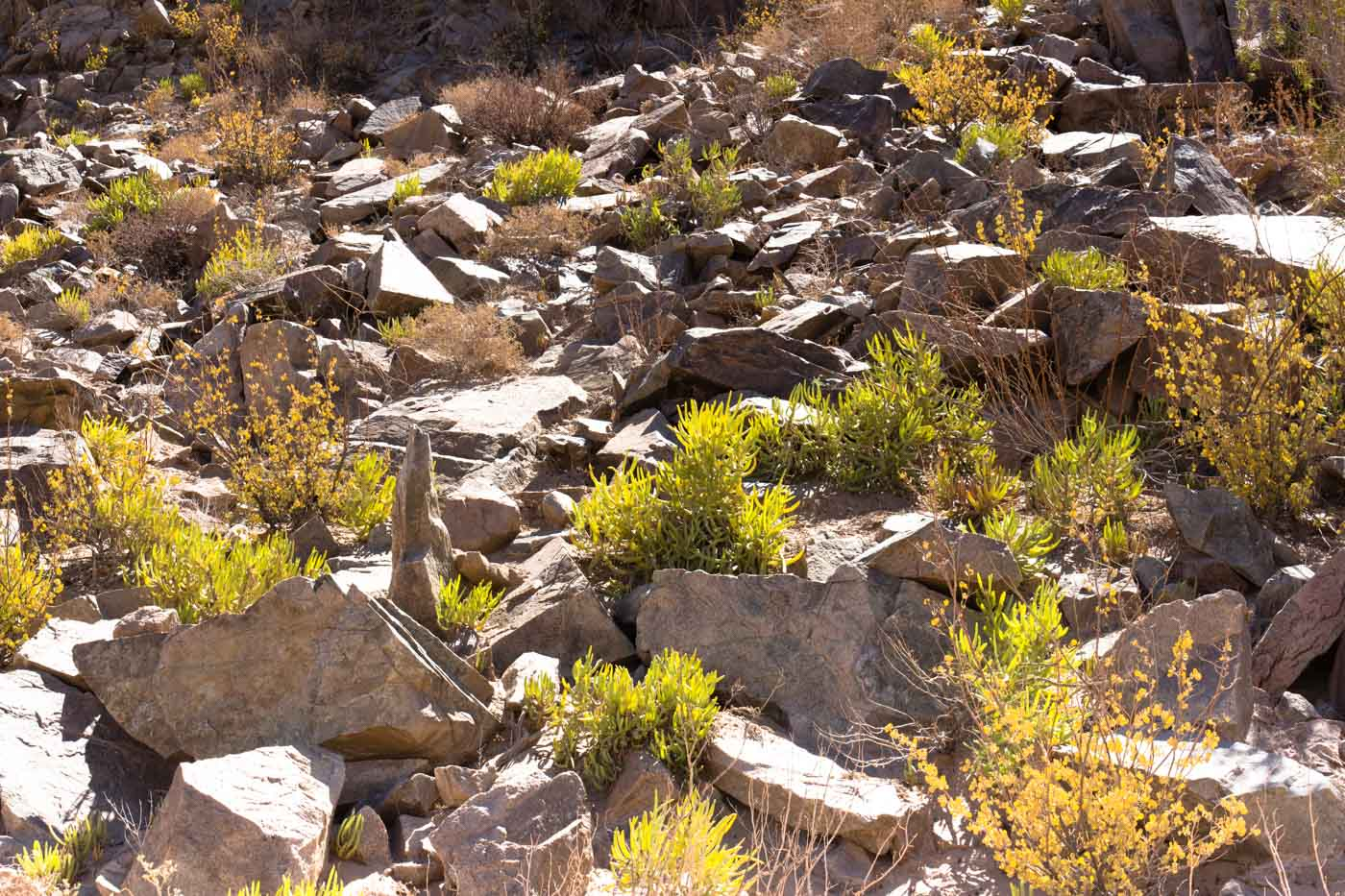
Cephalophyllum herrei
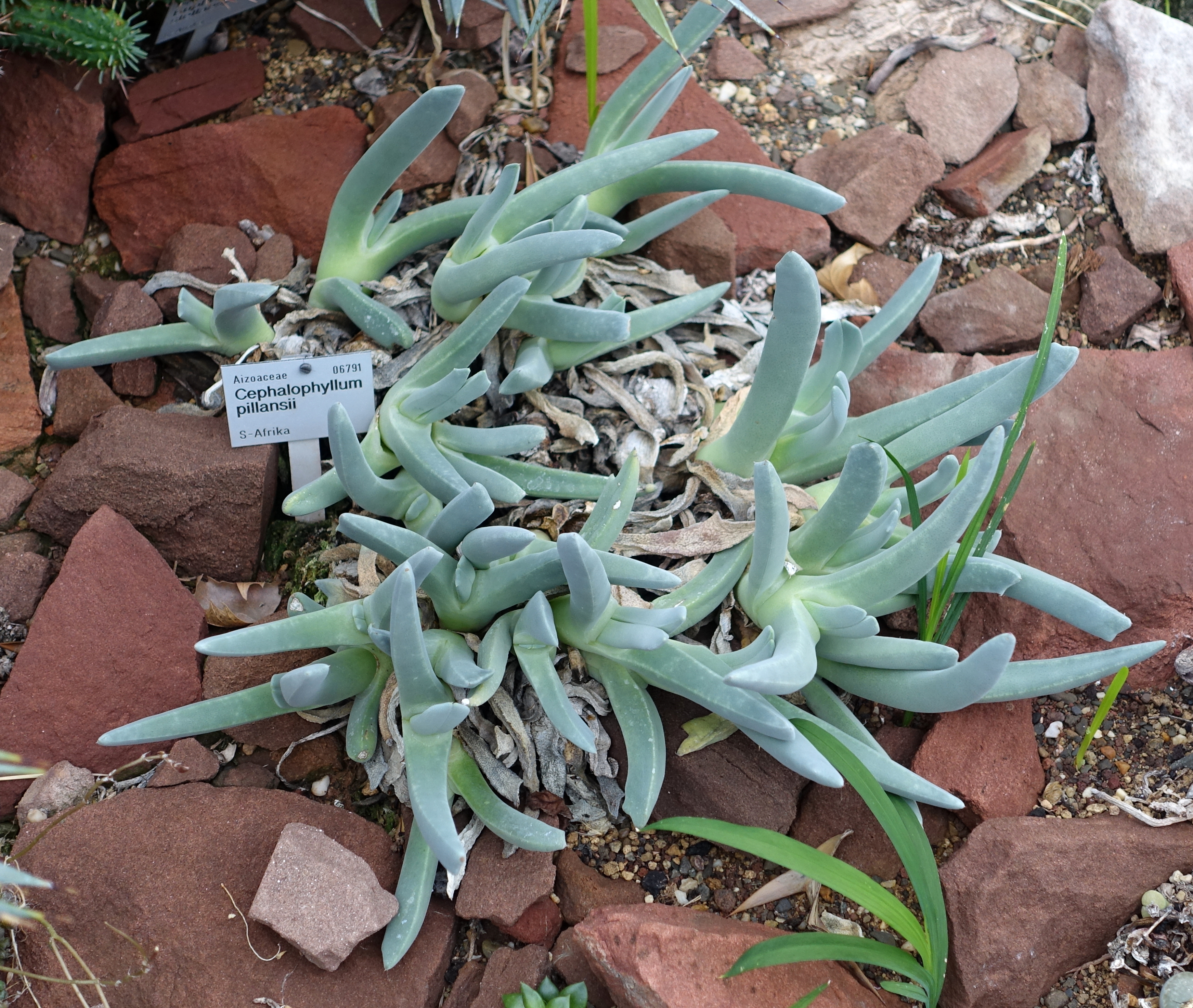
Cephalophyllum pillansii
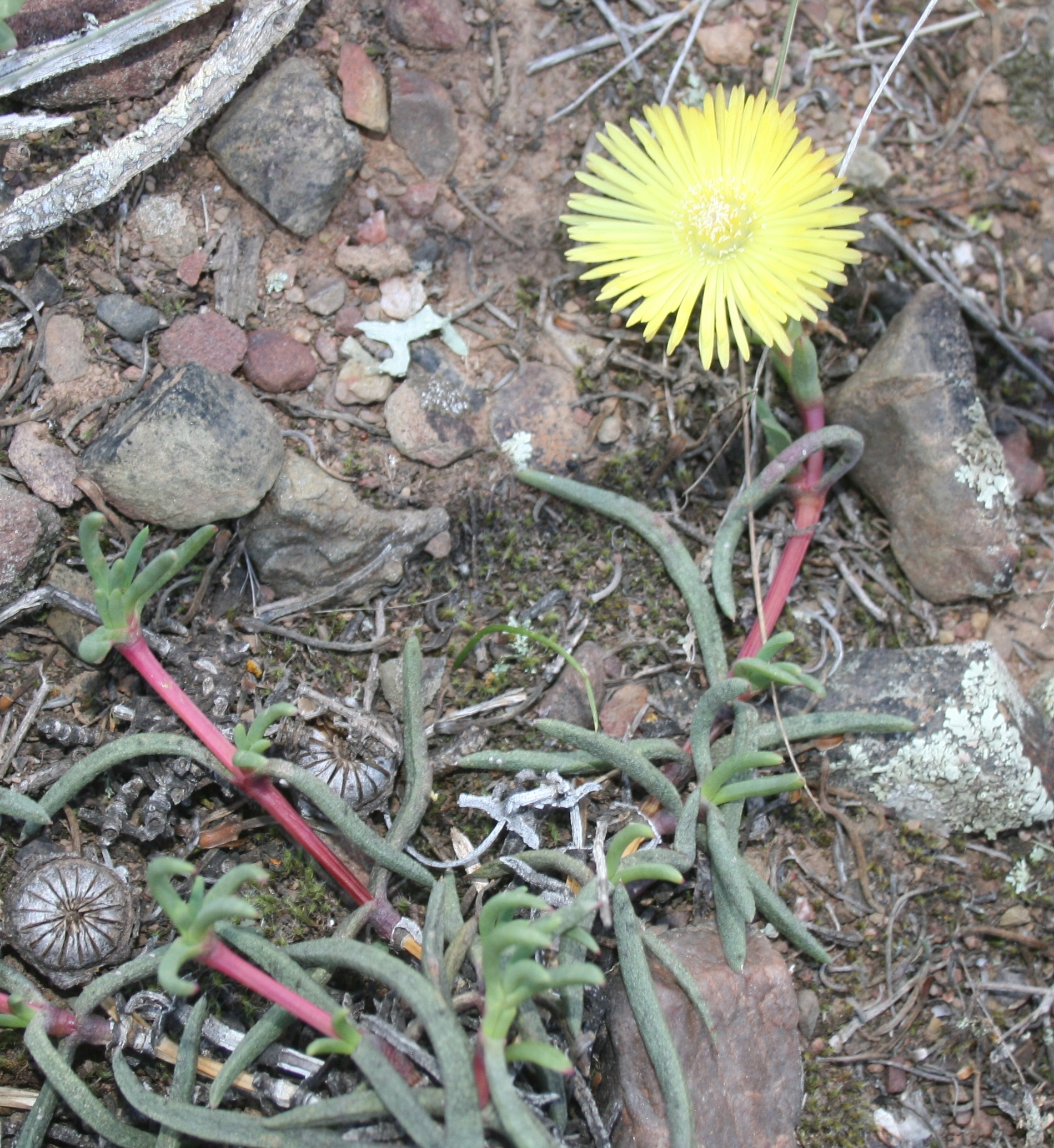
Cephalophyllum purpureoalbum
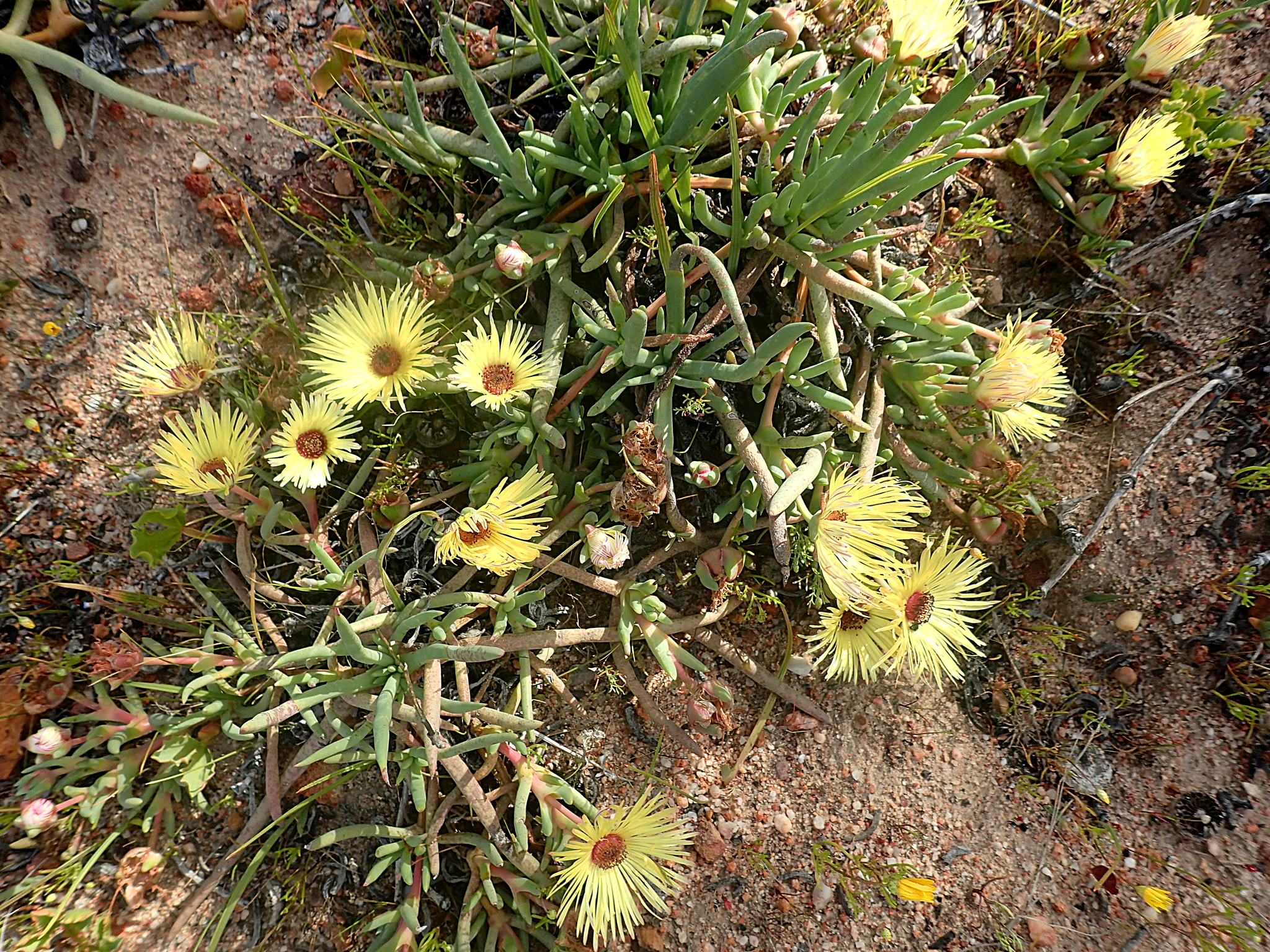
Cephalophyllum tricolorum